# Kenneth Taylor
Kenneth Ina Dorothea Taylor (født d. 16. maj 2002) er en hollandsk professionel fodboldspiller, som spiller for Eredivisie-klubben Ajax og Hollands landshold.

## Klubkarriere

### Ajax
Taylor kom igennem Ajax' ungdomsakademi, og gjorde sin debut for reserveholdet Jong Ajax i oktober 2018. Han fik sin debut for førsteholdet i december 2020.

## Landsholdskarriere

### Ungdomslandshold
Taylor har repræsenteret Holland på flere ungdomsniveauer. Han var anfører for Hollands U/17-trup som vandt U/17-Europamesterskabet i 2019.

### Seniorlandshold
Taylor debuterede for Hollands landshold den 22. september 2022.

## Titler
Ajax
- Eredivisie: 2 (2020-21, 2021-22)
- KNVB Cup: 1 (2020-21)

Holland U/17
- U/17 Europamesterskabet: 1 (2019)